# مانی آیولو
مانوئل لیانداس آیولو (انگلیسی: Manuel Leaonedas Ayulo؛ زادهٔ ۲۰ اکتبر ۱۹۲۱ در بربنک، کالیفرنیا – درگذشتهٔ ۱۷ مهٔ ۱۹۵۵ در ایندیاناپلیس، ایندیانا) رانندهٔ مسابقات اتومبیل‌رانی فرمول یک اهل ایالات متحده آمریکا بود. تلاش‌های او، با همراهی دوست و هم‌تیمی‌اش، جک مک‌گرات، بر شناخته شدن خودروهای رودستر مخصوص پیست به‌عنوان خودروهای قابل استفاده در مسابقات مؤثر بود. آیولو در مرحلهٔ تمرینی مسابقهٔ ایندیاناپلیس ۵۰۰ ۱۹۵۵، بر اثر برخورد مستقیم خودرویش با دیوار بتنی کشته شد. پس از تصادف مشخص شد که او کمربند ایمنی خود را نبسته و جیب‌هایش «با آچار پر شده بود».

## نتایج کامل در مسابقات جهانی فرمول یک
(کلید)
| سال   | شرکت‌کننده  | شاسی               | موتور              | ۱        | ۲      | ۳        | ۴      | ۵        | ۶        | ۷       | ۸       | ۹       | قهرمانی رانندگان | امتیاز |
| ----- | ---------- | ------------------ | ------------------ | -------- | ------ | -------- | ------ | -------- | -------- | ------- | ------- | ------- | ---------------- | ------ |
| ۱۹۵۰  | کوست گرین  | مازراتی وی۸آرآی    | آفنهاوزر ۴٫۵ ۴-خطی | بریتانیا | موناکو | ۵۰۰ ع.ص. | سوئیس  | بلژیک    | فرانسه   | ایتالیا |         |         | ر.ن.             | ۰      |
| ۱۹۵۱  | جک هینکل   | کرتیس کرافت ۳۰۰۰   | آفنهاوزر ۴٫۵ ۴-خطی | سوئیس    | ۵۰۰ ۳* | بلژیک    | فرانسه | بریتانیا | آلمان    | ایتالیا | اسپانیا |         | پانزدهم          | ۲      |
| ۱۹۵۲  | کوست گرین  | لسوفسکی            | آفنهاوزر ۴٫۵ ۴-خطی | سوئیس    | ۵۰۰ ۲۰ | بلژیک    | فرانسه | بریتانیا | آلمان    | هلند    | ایتالیا |         | ر.ن.             | ۰      |
| ۱۹۵۳  | پیتر اشمیت | کوزما ایندی رودستر | آفنهاوزر ۴٫۵ ۴-خطی | آرژانتین | ۵۰۰ ۱۳ | هلند     | بلژیک  | فرانسه   | بریتانیا | آلمان   | سوئیس   | ایتالیا | ر.ن.             | ۰      |
| ۱۹۵۴  | پیتر اشمیت | کوزما ایندی رودستر | آفنهاوزر ۴٫۵ ۴-خطی | آرژانتین | ۵۰۰ ۱۳ | بلژیک    | فرانسه | بریتانیا | آلمان    | سوئیس   | ایتالیا | اسپانیا | ر.ن.             | ۰      |
| ۱۹۵۵  | پیتر اشمیت | کرتیس کرافت ۵۰۰سی  | آفنهاوزر ۴٫۵ ۴-خطی | آرژانتین | موناکو | ۵۰۰ ع.ص. | بلژیک  | هلند     | بریتانیا | ایتالیا |         |         | ر.ن.             | ۰      |
| منبع: |            |                    |                    |          |        |          |        |          |          |         |         |         |                  |        |

* نشانگر رانندگی مشترک با جک مک‌گرات.